# Lost Lake
Lost Lake är en sjö i Kanada.   Den ligger i provinsen British Columbia, i den sydvästra delen av landet, 3 500 km väster om huvudstaden Ottawa. Lost Lake ligger 687 meter över havet. Arean är 0,16 kvadratkilometer. Den ligger vid sjön Green Lake. Den sträcker sig 0,6 kilometer i nord-sydlig riktning, och 0,4 kilometer i öst-västlig riktning.
Trakten runt Lost Lake är permanent täckt av is och snö. Runt Lost Lake är det glesbefolkat, med 19 invånare per kvadratkilometer.